# Dissorhina bulganensis
Dissorhina bulganensis är en kvalsterart som beskrevs av Bayartogtokh 1999. Dissorhina bulganensis ingår i släktet Dissorhina och familjen Oppiidae. Inga underarter finns listade i Catalogue of Life.